# 新界區專線小巴804線
新界區專線小巴804線是由國松汽車有限公司營辦的一條綠色專線小巴路線，由顯徑往來廣源。

## 歷史
- 1993年10月24日：投入服務。
- 2009年7月1日：來回程改經牛皮沙街[4][5]。
- 2020年10月10日：804A線投入服務，循環來往廣源及沙田第一城，試辦三個月至2021年1月9日。[6]

## 服務時間及班次
| 廣源開 | 廣源開      | 廣源開       | 顯田開 | 顯田開      | 顯田開       |
| 日期   | 服務時間    | 班次（分鐘） | 日期   | 服務時間    | 班次（分鐘） |
| ------ | ----------- | ------------ | ------ | ----------- | ------------ |
| 每日   | 06:00-10:20 | 5            | 每日   | 06:00-10:20 | 5            |
| 每日   | 10:20-15:30 | 6            | 每日   | 10:20-15:30 | 6            |
| 每日   | 15:30-19:30 | 5            | 每日   | 15:30-19:30 | 5            |
| 每日   | 19:30-23:00 | 6            | 每日   | 19:00-23:00 | 6            |

## 收費
804
- 全程收費：$6.1
  - 銀城街往來廣源：$3.9
  - 乙明邨往顯徑：$3.9

804A
- 全程收費：$3.7
  - 第一城站往返廣源：$3.1

| - 本線大小同價。 - 65歲或以上長者使用長者或個人八達通（包括「樂悠咭」），合資格殘疾人士（包括12歲以下合資格殘疾兒童），以及60至64歲香港居民使用「樂悠咭」使用「殘疾人士身份」個人八達通繳付車資，均可享有每程$2.0或全費（以較低者為準）的票價優惠。 - 乘客可以現金或八達通於上車時付款，不設找續。 - 每位成人乘客可免費攜帶最多兩名3歲以下而不佔座位的兒童乘客乘車，超額之3歲以下小童必須繳付車費乘車。 - 乘客若繳付分段收費，請按八達通機上的「分段」按鍵，並調校至所合適的收費才拍卡。 |

### 八達通轉乘優惠
由本路線於上車後1小時內於第一城站轉乘港鐵，或乘搭港鐵於第一城站出閘後1小時內轉乘本路線，次程可獲$1的折扣優惠。
乘客請注意以下各項細則：
- 乘客須以同一張八達通卡繳付兩程車費。
- 必須於指定時限內完成轉乘，期間乘客不可以用同一張八達通卡乘搭其他交通工具，否則轉乘優惠將被取消；惟以該八達通卡進行與乘車無關的交易，如增值、購買汽水、使用公共電話、即影即有照片不多於9次則不受影響。
- 如乘客剛以同一張八達通卡享用機場快線「免費港鐵接駁」，則不可同時享用轉乘優惠。
- 如港鐵同時提供多項優惠，乘客只可享用最高優惠的一項。
- 在轉乘次程車程前，必須確保八達通卡之餘額為正數，設有自動增值系統之八達通卡則不受影響。

## 行車路線
804
- 顯徑開：經顯田街，顯徑街，富健街，田心街，紅梅谷路，車公廟路，大涌橋路，小瀝源路，銀城街，插桅杆街，牛皮沙街，沙田圍路，小瀝源路及廣源邨通道。
- 廣源開：經廣源邨通道，小瀝源路，沙田圍路，牛皮沙街，插桅杆街，銀城街，小瀝源路，大涌橋路，車公廟路，田心街，富健街，顯徑街及顯田街。

804A
- 廣源開：經小瀝源路、沙田圍路、牛皮沙街、插桅杆街、小瀝源路、銀城街、插桅杆街、牛皮沙街、沙田圍路及小瀝源路。

## 用車
此路線使用13輛豐田Coaster。